# Eudorylas encerus
Eudorylas encerus är en tvåvingeart som först beskrevs av Hardy 1949.  Eudorylas encerus ingår i släktet Eudorylas och familjen ögonflugor.
Artens utbredningsområde är Malawi. Inga underarter finns listade i Catalogue of Life.